# Porta Nuova (quartier)
Porta Nuova est un quartier d'affaires en cours de développement à Milan. Il est situé à proximité de la gare de Milan-Porta Garibaldi et du Centro Direzionale di Milano, le centre d'affaires historique de Milan. Le projet est notamment marqué par la tour Unicredit et du Bosco Verticale.

## Histoire
Le projet est approuvé en 2004 et sa construction a démarré en 2009. 
C'est un des quartiers les plus riches d'Europe, il représente la Skyline de Milan avec ces gratte-ciels pour certains de plus de 200m de hauteurs (Tour UniCredit 231m). 
Quartier d'affaires, commerces et résidentiels haut de gamme. 
Un des quartiers les plus prisés par les VIP italiens. 